# Municipio de Dresbach
El municipio de Dresbach (en inglés: Dresbach Township) es un municipio ubicado en el condado de Winona en el estado estadounidense de Minnesota. En el año 2010 tenía una población de 456 habitantes y una densidad poblacional de 19,03 personas por km².

## Geografía
El municipio de Dresbach se encuentra ubicado en las coordenadas 43°51′57″N 91°20′46″O / 43.86583, -91.34611. Según la Oficina del Censo de los Estados Unidos, el municipio tiene una superficie total de 23.96 km², de la cual 20,51 km² corresponden a tierra firme y (14,41 %) 3,45 km² es agua.

## Demografía
Según el censo de 2010, había 456 personas residiendo en el municipio de Dresbach. La densidad de población era de 19,03 hab./km². De los 456 habitantes, el municipio de Dresbach estaba compuesto por el 95,83 % blancos, el 0,66 % eran amerindios, el 1,1 % eran asiáticos, el 0,44 % eran de otras razas y el 1,97 % eran de una mezcla de razas. Del total de la población el 3,29 % eran hispanos o latinos de cualquier raza.